# (7725) Selʹvinskij
(7725) Selʹvinskij (1972 RX1) – planetoida z pasa głównego asteroid okrążająca Słońce w ciągu 3 lat i 296 dni w średniej odległości 2,44 j.a. Została odkryta 11 września 1972 roku.